# Aprosodie
Aprosodie oder Dysprosodie (der Mangel oder das Fehlen von Prosodie; emotionalem Gehalt der Sprache) ist eine funktionelle Störung des zentralen Nervensystems.

## Krankheitsbild
Man kann eine expressive oder exekutive (Ausdruck) und eine rezeptive (Wahrnehmung) Form der Aprosodie unterscheiden.
Beide vaskulär bedingten kognitiven Störungen lassen sich in der nicht dominanten Hemisphäre Strukturen, Inferolateraler Frontalkortex (exekutive Aprosodie) und Gyrus temporalis superior (rezeptive Aprosodie) zuordnen.
- Expressive Aprosodie

Den Patienten ist es nicht mehr möglich, bestimmte Sprachattribute wie z. B. Sprachmelodie, Akzent, Intonation und Tonhöhe einzusetzen, um nicht rein inhaltliche Elemente der Sprache auszudrücken. Die Sprache der Patienten erscheint verflacht und emotionslos. Die Wortbildung selbst und die Syntax sind – anders als bei der Aphasie – normalerweise nicht beeinträchtigt.
- Rezeptive Aprosodie

Ein Patient kann nicht mehr beurteilen, ob ein Satz fröhlich, traurig oder ärgerlich klingt.

## Ursache
Die Ursache ist eine umschriebene Schädigung des Großhirns, in der Regel ist die nicht sprachdominante Hemisphäre (bei den meisten Menschen die rechte) im Bereich des Operculum frontale betroffen. Als Gründe können z. B. Schlaganfälle oder Tumoren in Frage kommen.
Noch unklar ist, inwiefern Aprosodie hinsichtlich der neuronalen Lokalisation in eine sensorische Aprosodie (betrifft das Sprachverständnis) und motorische Aprosodie (betrifft die Sprachproduktion) unterteilt werden kann.
E. Ross und M. Mesulam veröffentlichten 1979 zwei Fallstudien einer Dissoziation von emotionalem Erleben und Verhalten im Gefolge eines rechtshemisphärischen Infarkts. Die beobachtete klinische Konstellation einer Dissoziation von emotionalem Erleben und Verhalten auf stimmlicher Ebene wird als motorische Aprosodie bezeichnet (vgl. Ackermann et al. 1993).